# Кортаццоне
Кортаццоне (італ. Cortazzone, п'єм. Cortasson) — муніципалітет в Італії, у регіоні П'ємонт,  провінція Асті.
Кортаццоне розташоване на відстані близько 500 км на північний захід від Рима, 31 км на схід від Турина, 15 км на північний захід від Асті.
Населення — 658 осіб (2014).
Щорічний фестиваль відбувається 2 травня. Покровитель — San Secondo di Asti.

## Демографія
Населення за роками:

Станом на 1 січня 2023 року в муніципалітеті офіційно проживало 46 іноземців з 11 країн, серед них 33 громадяни країн Євросоюзу.

## Сусідні муніципалітети
- Камерано-Казаско
- Кортандоне
- Маретто
- Монтафія
- Роатто
- Сольйо
- В'яле